# Teszo pujói király
Daeso király (대소 왕, 帶 素 王) (Kr.e. 60-kr.u22) (uralkodott kr.e. 7-kr.u. 22 között)  az ókori koreai Dongbuyeo királyság harmadik uralkodója volt.

## A kezdetek
Daeso Geumwa király fia, és Dongbuyeo alapítójának s első uralkodójának, Hae Buru-nak unokája volt. Geumwa legidősebb gyermekeként Dongbuyeo koronahercegévé tették.
Kr.e. 37-ben Jumong megalapította Goguryeo-t , Korea három királyságának legészakibb pontját . Kr. e. 7-ben Geumwa király meghalt, és Daesót Dongbuyeo trónjára emelte.

## Háború Goguryeóval
Királyként Daeso elegendő katonai hatalmat tudott szerezni Goguryeo megtámadására. A támadás előtt azonban küldöttet küldött Goguryeo királyához, Juri királyhoz, parancsot adva neki, hogy küldjön királyi túszt Dongbuyeo-ba. Ő ezt elutasította. Daeso hamarosan már egy 50 000 fős hadsereget vezetett közvetlenül Goguryeo-babetű, ám kénytelen volt visszavonulni a heves hóesés miatt. E vereség után Daeso hét évig várt, mielőtt megpróbálta visszaszerezni azt, amit elveszített a Goguryeoval folytatott első háború óta. Kr.u. 13-ban Daeso ismét sereget vezetett Goguryeo-ba. Ezúttal Muhyul, Goguryeo koronahercege, egy jól megtervezett csellel csapdában csalta ellenségét, és szinte Daeso egész hadseregét levágta. Csak Daeso és néhány embere menekült vissza Dongbuyeo-ba.

## Halála
Jurij király halála után Muhyul koronaherceg trónra került és Daemusin néven.  21-ben Daemusin király hadseregével megszállta Dongbuyeó-t, Daesót megölette, de országát nem pusztította el.